# سلیمان الیاسین
سلیمان الیاسین (۱ نوامبر ۱۹۴۹ – ۲۹ مارس ۲۰۲۰) بازیگر کویتی بود. او یکی از برجسته‌ترین چهره‌های هنری کویت شمرده می‌شود که سهم بسزایی در توسعهٔ تئاتر، تلویزیون و رادیو در کویت داشته است. فعالیت هنری او در سال ۱۹۶۷ آغاز شد و تا زمان مرگش ادامه یافت. او به عنوان یکی از مهم‌ترین پیشگامان تئاتر عربی خلیج فارس بسیار مورد تقدیر قرار گرفت که جوایز متعددی را برای آثار برجسته‌اش دریافت کرد. سلیمان الیاسین در دانشگاه پاریس تحصیل کرد، سپس به کویت بازگشت و تا زمان بازنشستگی در تلویزیون کویت مشغول به کار بود. او همچنین به همراه شرکای دیگر، شرکت تولیدی هنری «آمار» را تأسیس کرد. فعالیت هنری این او با پیوستن به گروه تئاتر «خلیج عربی» در سال ۱۹۶۸ آغاز شد و سپس فعالیت خود را به تلویزیون و سینما گسترش داد.

## زندگی و پیشه
سلیمان یاسین احمد حسین بوکنان در ۱ نوامبر ۱۹۴۹ در کویت‌شهر متولد شد. فعالیت هنری خود را از سنین پایین آغاز کرد. او پس از شرکت در فعالیت‌های تئاتر مدرسه، در سال ۱۹۶۸ به گروه تئاتر «خلیج عربی» پیوست. اشتیاق الیاسین به هنر او را به پیوستن به تلویزیون کویت سوق داد، سال‌ها در آنجا مشغول به کار بود تا اینکه به عنوان سرپرست مدیریت نمایش منصوب شد که تا زمان بازنشستگی در این سمت باقی ماند.
الیاسین ادبیات مدرن فرانسه را در فرانسه آموخت و مدرک لیسانس خود را از دانشکده هنر و ادبیات دانشگاه پاریس دریافت کرد. او همچنین در مؤسسهٔ پلی تکنیک سینماتوگرافی، سینماتوگرافی خواند و با افزودن پیشینهٔ تحصیلی به استعداد هنری‌اش، موفقیتش را در زمینه نمایش و هنر افزایش داد.
سلیمان الیاسین آثار نمایشی برجسته‌ای در تمام سطوح هنری دارد. کارهای تلویزیونی او متنوع و متمایز بود. از جمله برجسته‌ترین کارهای تلویزیونی او می‌توان به سریال‌های «غیرمعمول»، «بیرون آمدن از پرتگاه»، «خانه‌ای که سمرا در آن ساکن است» و «به اندازه‌ای که جان‌ها تحمل می‌کنند» که در سال ۲۰۰۳ پخش شدند، اشاره کرد. او همچنین در سال ۲۰۰۴ در سریال «و بعد از آن» حضور داشت. او در تئاتر کویت نیز درخشید. آثار تئاتری مشهور زیادی داشت، مانند: «شیاطین شب جمعه»، «ایستگاه بحمدون» و «رتبهٔ چهارم». یکی از آثار برجسته او نمایشنامه «قضیهٔ خارج از پرونده» بود که به موفقیت زیادی دست یافت و منجر به کسب جوایز متعدد برای او شد. سلیمان الیاسین علاوه بر کارهای تلویزیونی و تئاتری، حضور پررنگی در رادیو داشت و چندین متن رادیویی از جمله برنامه‌های «ستارگان قله» و «پنجره‌ای به سوی تاریخ» را نوشت. او همچنین چندین برنامهٔ رادیویی را اجرا کرد که مورد استقبال عموم قرار گرفت، مانند «قرارداد» که جایزهٔ نقرهٔ جشنواره رادیو و تلویزیون تونس را از آن خود کرد. آل یاسین علاوه بر بازیگری، آثار بسیار موفق متعددی را برای تلویزیون و رادیو نوشته است. از جمله این آثار می‌توان به «غیرمعمول»، «خانه ای که سمرا در آن ساکن است» و «ای داداش» که در سال ۲۰۰۳ به نمایش درآمد، اشاره کرد. او همچنین نقش مهمی در نوشتن متن‌های رادیویی داشت که با استقبال گسترده بینندگان مواجه شد.
الیاسین در ۲۹ مارس ۲۰۲۰، در سن ۷۰ سالگی، بر اثر سکتهٔ مغزی درگذشت. چند روز پس از انتقال به بیمارستان الامیری کویت به دلیل وضعیت وخیم سلامتی که منجر به بستری شدن او در بخش مراقبت‌های ویژه شد، مشخص شد که او به دلیل عوارض ناشی از سکته مغزی درگذشته است.

## جوایز
سلیمان الیاسین به پاس خدمات هنری برجسته‌اش، جوایز محلی و عربی متعددی دریافت کرده است. از برجسته‌ترین جوایزی که او دریافت کرده می‌توان به جایزهٔ جشنواره تئاتر عرب و جایزهٔ جشنواره هنرهای تئاتر کارتاژ اشاره کرد. او همچنین جایزه تشویقی دولتی بازیگری را برای بازی‌اش در نمایش «قضیهٔ خارج از پرونده» در سال ۱۹۸۹ دریافت کرد. او همچنین در سال ۲۰۰۹ جایزه بهترین بازیگر نقش اول مرد را در یازدهمین جشنواره تئاتر کویت از آن خود کرد.

## زندگی شخصی
الیاسین با یک زن فرانسوی به نام جولی ازدواج کرد و صاحب دو دختر به نام‌های ساره و ماجده شد.